# Карл Цейс (футбольний клуб)
«Карл Цейс Єна» (нім. «FC Carl Zeiss Jena») — німецький футбольний клуб з Єни. Заснований 13 травня 1903 року.

## Історія

### 1903—1945
13 травня 1903 року був заснований «Fußball-Klub der Firma Carl Zeiß Jena» (Футбольний клуб фірми Карл Цейс). Спочатку членами клубу ставали виключно працівники фірми; до 1 липня 1904 року членство стало доступно для громадськості.
Клуб домінував в Обласній лізі Східної Тюрингії. У період з 1909 по 1933 роки дванадцять разів вигравав чемпіонат Східної Тюрингії. Після створення Обласної ліги «Центр» у 1933 році «1. SV Jena» чотири рази (у 1935, 1936, 1940 і 1941 роках) ставав чемпіоном новоствореної першості. У той час в лавах команди значилися багато гравців збірної.

### 1945—1991
Після Другої світової війни всі спортивні клуби на території радянської зони окупації були заборонені. У 1946 році був створений «SG Ernst-Abbe Jena», надалі його назва неодноразово змінювалась. У 1952 році Єна вийшла в Оберлігу. Потім команда опустилась у другу за силою футбольну лігу, а в 1956 році знову кинулася до вершин футбольної першості НДР.
У 1958 році головним тренером клубу, що кількома роками раніше змінив назву на «SC Motor Jena», став Ґеорґ Бушнер. 7 жовтня 1960 року «SC Motor Jena» вперше завоювала кубок НДР з футболу, обігравши у фіналі «Емпорій Росток», і також вперше кваліфікувалася в Єврокубки. У 1963 році команда Бушнера стала чемпіоном НДР, в 1968 і 1970 роки повторила свій успіх.
Найбільшим успіхів в історії клубу став вихід у фінал кубка володарів кубків у 1981 році, в якому він поступився «Динамо» з Тбілісі з рахунком 1:2. На шляху до фіналу були обіграні «Рома», «Валенсія», «Ньюпорт Каунті» і «Бенфіка».
Проте, після 1981 року великі успіхи обох попередніх десятиліть були відсутні. Лише третє місце у чемпіонаті НДР і віце-чемпіонство в кубку в 1988 році стали найвищими результатами. 9 листопада 1988 року східнонімецький клуб зіграв свою останню гру в єврокубках — поступився «Сампдорії» з рахунком 1:3. Всього «Карл Цейс» зіграв 87 матчів у єврокубках, 50 з них в Кубку УЄФА, здобувши при цьому 39 перемог, 31 разів зігравши внічию і зазнавши 17 поразок.
В останньому сезоні вищої ліги НДР 1990/91 з 6-го місця клуб кваліфікувався у Другу Бундеслігу.

### 1991—наш час
У першому для себе сезоні Другої бундесліги (1991/92) команда під керівництвом тренера Клауса Шлапнера набрала 32 очки і посіла 5-е місце.
Незважаючи на своє друге пришестя в ролі головного тренера в 1994 році, Ганс Меєр не зміг врятувати «Карл Цейс» від вильоту до Регіональної ліги «Північний схід». Однак його наступник, Еберхард Фогель, повернув команду у другу лігу, але в 1998 році вона знову опинилася в третьому на той час за силою дивізіоні. У 2001 році вийшов ще один перехід в нижчий клас — у Оберлігу північно-східної зони. У 2005 році клуб знову повернувся в Регіоналлігу, перемігши у стикових матчах «MSV Neuruppin», а в наступному сезоні 2005/06 пробився у Другу бундеслігу. Однак майже весь наступний сезон 2006/07 боровся за виживання.
У той час як до кінця сезону 2007/08 «Єна» вже постала як клуб Третьої ліги, в ході змагань за кубок Німеччини ще змусила говорити про себе. Одного за іншим вибила з гонки чемпіона попереднього розіграшу «Нюрнберг», потім «Армінію» і «Штутгарт» і вперше пробилася в півфінал, де поступилася дортмундській «Борусії» з рахунком 0:3.

## Досягнення
Оберліга НДР:
- Чемпіон (3): 1963, 1968, 1970

Кубок НДР:
- Володар (4): 1960, 1972, 1974, 1980

Кубок володарів кубків УЄФА:
- Фіналіст : 1981